# Carlos Reis (Philologe)

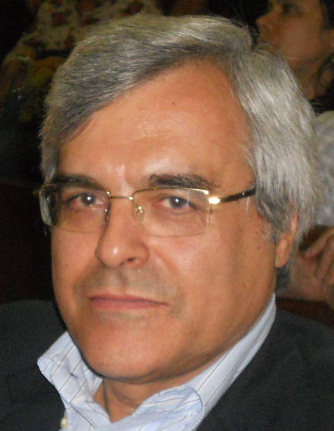
Carlos Reis (2012)

Carlos António Alves dos Reis (* 28. September 1950 in Angra do Heroísmo) ist ein portugiesischer Literaturwissenschaftler und Publizist. 1988–98 und 2011 bis zu seiner Emeritierung war er ordentlicher Professor an der Geisteswissenschaftlichen Fakultät der Universität Coimbra. Er ist eine wichtige Person des kulturellen und bildungspolitischen Lebens in Portugal, die international und besonders für den gesamten lusophonen Sprach- und Kulturraum Bedeutung besitzt. Er hat sich als Literaturwissenschaftler (Literaturtheorie, Lusitanistik und Komparatistik), Bildungspolitiker (Universitätsrektor, Direktor der Biblioteca Nacional de Portugal) und Publizist einen Namen gemacht.
Er gilt als Verfechter des Orthographie-Übereinkommens Portugiesisch 1990 und einer gemeinsamen Bildungs- und Kulturpolitik der lusophonen Länder. 2008 wurde ihm der Orden des heiligen Jakob vom Schwert verliehen. 2019 wurde er mit dem Prémio Eduardo Lourenço ausgezeichnet und 2020 mit dem Prémio Vergílio Ferreira.

## Leben
Auf den Azoren geboren und aufgewachsen, lebt er seit 1968 in Coimbra. Er studierte Romanische Philologie an der dortigen Universität und begann sogleich nach seinem ersten Studienabschluss dort als Assistent Literaturtheorie sowie Spanische und Portugiesische Literatur zu lehren. Von seinen ersten Arbeiten zu Eça de Queiroz (erste Buchpublikation 1975) an, die zugleich strukturalistische Erzählanalyse im postrevolutionären Portugal einführten, profilierte er sich bald als der bekannteste Spezialist zu Leben und Werk dieses bedeutenden Autors. Er schuf nicht nur das Lehrfach Estudos Queirosianos an der Universität Coimbra und trug zur Didaktisierung an den Gymnasien bei, sondern plante und leitet seither auch das 1992 initiierte Projekt einer kritischen Gesamtausgabe.
Von 1998 bis 2002 war er Direktor der Biblioteca Nacional de Portugal in Lissabon. Unter seiner Leitung wurde die offen zugängliche Digitalisierung von zentralen Texten der portugiesischen Literatur, Kultur und Philosophie initiiert.
Bereits 1988 unter den Mitbegründern der nationalen Fernuniversität Universidade Aberta, wurde er 2006 zu deren Rektor gewählt.
Zugleich mit seiner Wiederwahl im Januar 2010 wurde er als erster Portugiese zum Präsidenten der EADTU – European Association of Distance Teaching Universities gewählt. Im Jahr 2011 trat er als Rektor zurück und nahm wieder Lehre und Forschung an der Universität Coimbra wahr, insbesondere im Bereich der Narratologie. Bis 2020 koordinierte er dort das Forschungszentrum für Portugiesische Literatur (CLP).

## Werke
- Estatuto e perspectivas do narrador na ficção de Eça de Queirós. Coimbra, Livraria Almedina, 1975.
- Introdução à leitura d' Os Maias. Coimbra, Livraria Almedina, 1978.
- Fundamentos y técnicas del análisis literario. Madrid, Ed. Gredos, 1981.
- Dicionário de Narratologia (mit Ana Cristina M. Lopes). Coimbra, Livraria Almedina, 1987.
- Towards a semiotics of ideology. Berlin / Neww York, Mouton de Gruyter, 1993.
- Diálogos com José Saramago. Lissabon, Caminho, 1998; span. Ausgabe: Madrid, La Umbría y La Solana, 2018.
- Dicionário de Estudos Narrativos. Coimbra, Livraria Almedina, 2018.